# Praça Komsomolskaya

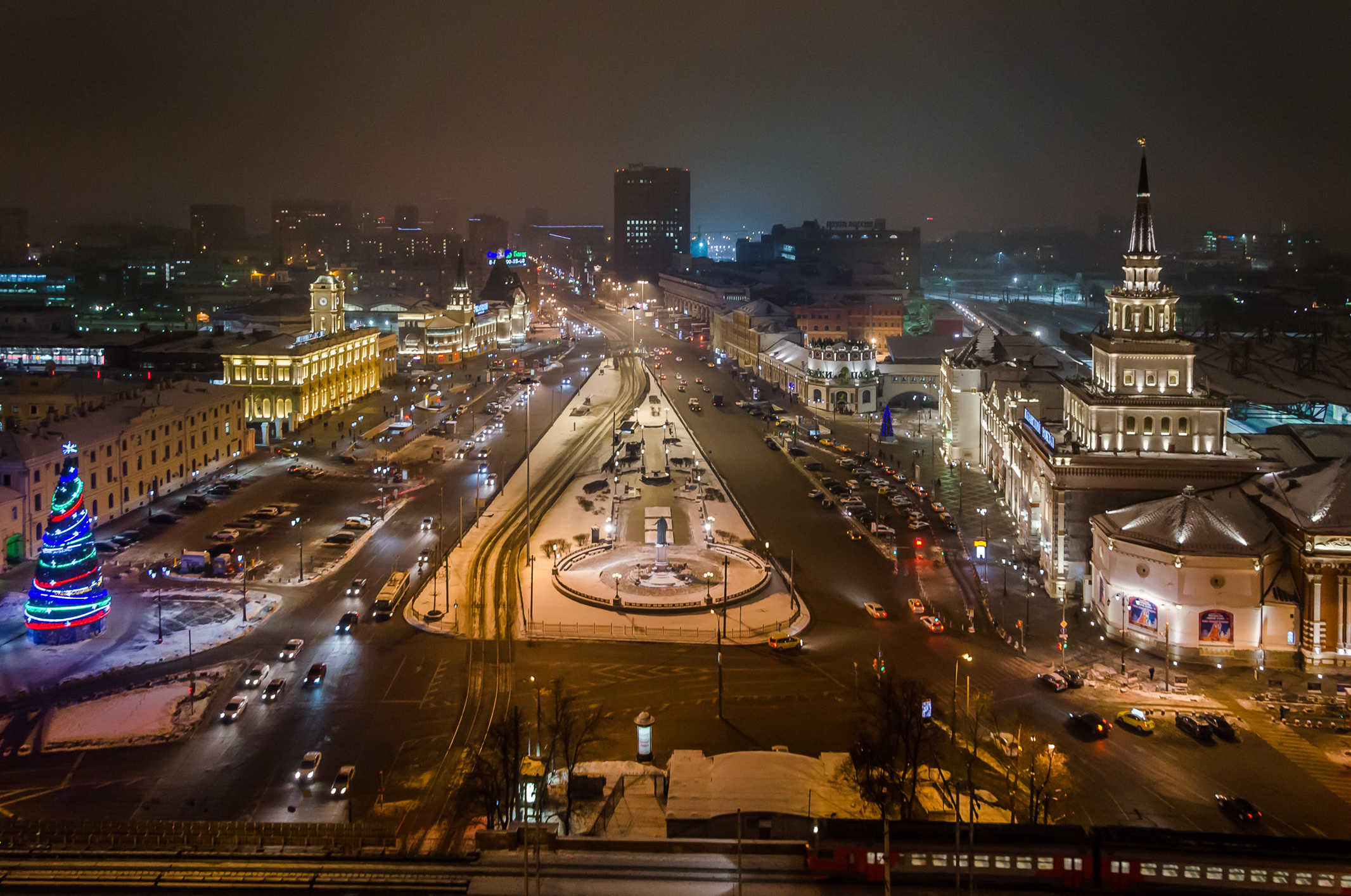
A Praça Komsomolsky durante a noite.

A Praça Komsomolskaya (em russo: Комсомольская площадь), conhecida como Kalanchyovskaya antes de 1932, é uma das praças mais movimentadas de Moscou, notável por sua mistura da arquitetura czarista e stalinista. É muitas vezes referida como a Praça das Três Estações (Площадь трёх вокзалов) ou simplesmente Três Estações (Три вокзала) graças a três terminais ferroviários localizados lá: Leningradsky, Yaroslavsky e Kazansky.

## História

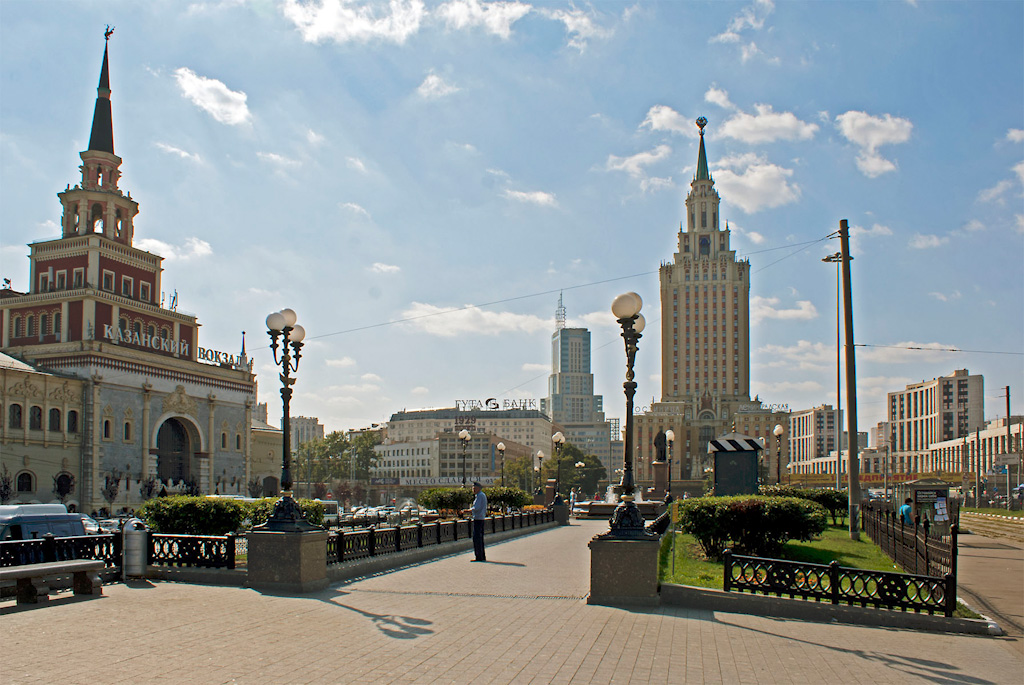
A praça durante o dia.

Suas origens começam com a construção da Ferrovia Moscou-São Petersburgo na década de 1840, quando o Campo Kalanchyovskoye, fora do Anel de Jardins, foi selecionado para receber a Estação Ferroviária Nicolas. Em 1862 o Terminal Ferroviário de Yaroslavsky, um terminal da Ferrovia Transiberiana, foi construído próximo ao local. No lado oposto do campo, o Terminal Rodoviário de Kazanskiy foi inaugurado dois anos depois. Até 1909, uma linha férrea que conduz ao Terminal Ferroviário de Kursky atravessava a praça. Ela é agora elevada para não interferir no tráfego da rua.
Durante o período soviético, outras quatro estruturas intimidadoras foram adicionadas. Alexey Shchusev projetou um edifício construtivista, o Clube Central dos Trabalhadores Ferroviários, entre 1925 e 1926. A praça recebeu seu nome atual, em honra aos membros do Komsomol (União Comunista da Juventude), em 1932. Um arranha-céu stalinista, o Hotel Leningrado e um vestíbulo neoclássico da estação de metrô Komsomolskaya-Koltsevaya foram concluídos no início dos anos 1950. A adição mais recente é a loja de departamento Moskovsky no lado oriental da praça (1983).

## Atualmente
Mesmo agora no século XXI, é esta a praça que recebe a maioria dos visitantes que chegam a Moscou de São Petersburgo e todo o noroeste da Rússia (através da ferrovia Moscou-São Petersburgo), a região do Volga e Sibéria (através da Ferrovia Trans-Siberiana).
Em 2003, por ordem do Ministério dos Transportes, uma estátua de bronze de Pavel Melnikov (1804-1880) foi erguida na praça, para comemorar o ministro russo de transporte que supervisionou a construção das primeiras ferrovias na Rússia.